# Sciabecco
Lo sciabecco è un'imbarcazione di origine araba con tre alberi a vela latina del peso variabile fra le 150 e le 200 tonnellate. Armata generalmente con 12 o 20 cannoni, fu tuttavia usata spesso come nave da carico. 
In origine veniva presumibilmente usata come imbarcazione per la pesca con le reti. Lontano discendente del dromone bizantino, più corto ma più capiente della galea, era dotato di un buon sistema velico su 3 alberi con vele latine e fiocco latino teso tra albero di bompresso e albero di trinchetto e di un certo numero di remi (da otto a dodici) che permetteva di viaggiare anche in condizioni di vento sfavorevole. Per le sue caratteristiche venne usato quasi esclusivamente nelle acque chiuse del Mediterraneo.

Schema della velatura di uno sciabecco-fregata

Il Chebec o Chebek è un piccolo battello mediterraneo originario della Repubblica di Algeri

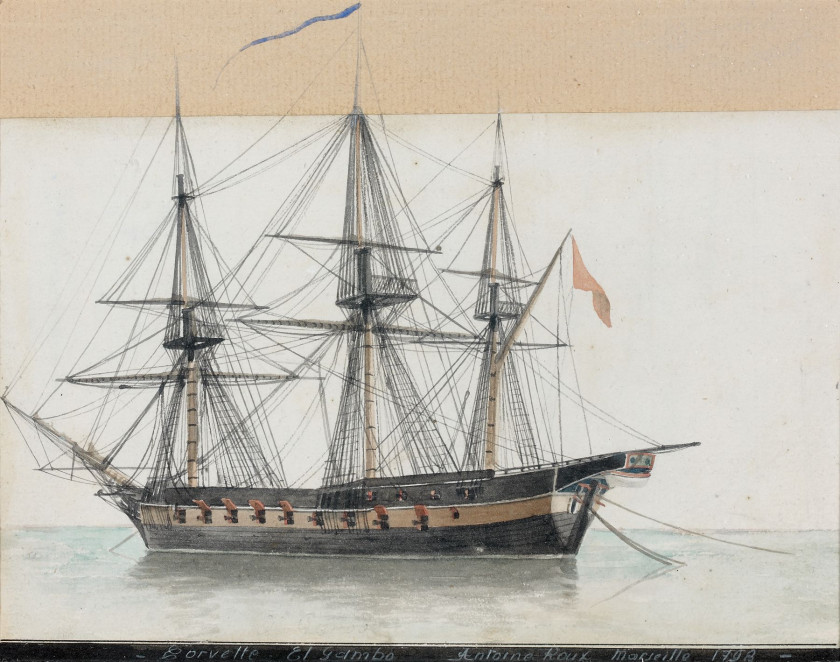
Lo sciabecco-fregata spagnolo El Gamo, dipinto di Antoine Roux, 1798. Questa nave è famosa per l'episodio della sua cattura il 6 maggio 1801 da parte dell'inglese Thomas Cochrane, capitano dello Speedy.

In questo secolo conobbe una notevole evoluzione, infatti in Francia, Spagna, Italia e nella barberia (Nord Africa) si diffuse lo sciabecco-fregata, una nave che poteva passare dalle vele quadre a quelle latine e che era armata con un numero variabile di cannoni (dai 14 ai 34 in genere). Si trattava di una nave più veloce e boliniera della normale fregata (grazie alle linee più affilate dello scafo), ma molto meno robusta; era utilizzata per la guerra di corsa e per contrastare la guerra di corsa nemica.
Le fregate nel corso del '600 e del '700 aumentarono notevolmente sia il peso delle loro bordate (più cannoni, con palle che passarono dalle 4/6 libbre del primo '600 alle 24 e oltre delle guerre napoleoniche) sia il loro pescaggio. Gli sciabecchi invece no, rimasero con cannoni leggeri (al massimo 8/9 libbre di palla, di solito 6/4), un numero di pezzi piuttosto ridotto (anche se esistevano sciabecchi con una trentina di cannoni,  tipicamente lo sciabecco da guerra di corsa ne portava tra o 12 e i 18), e con dislocamenti e pescaggio modesti, in modo da poter far porto facilmente anche in piccoli villaggi di pescatori e in località di mare meno organizzate dei grandi porti militari. Questo li rese ottimi sia per la guerra corsara (anche perché i cannoni leggeri costavano meno agli armatori),  sia per il contrasto al contrabbando, alla corsa e il controllo del territorio. Nelle flotte potevano integrare le fregate come unità da pattugliamento e scorta, anche se erano meno adatti di queste.
Nello stesso periodo molte marinerie mediterranee (in particolar modo liguri e nord africane) utilizzarono degli sciabecchi, più piccoli e leggeri, la chiglia bassa (per favorire la navigazione costiera) e con ancora la capacità di mettere in acqua dei remi, per il commercio veloce, il contrabbando e, all'occorrenza, la pirateria.

Squadre estese di sciabecchi fecero parte delle marine militari della Repubblica Veneziana (fino alla sua fine) della Turchia ottomana, della Spagna, del regno di Napoli, ma varie tipologie di sciabecchi furono utilizzate da Francia, cavalieri di Malta, granducato di Toscana, regno di Sardegna, Impero russo (squadra del Mar Nero), Marocco, e (in piccolo numero e come preda bellica) dalla squadra del Mediterraneo della Royal Navy.

## Curiosità
- Lo sciabecco viene citato nella canzone Sinan Capudan Pascià, di Fabrizio De André. È l'imbarcazione che il marinaio schiavo Scipione Cicala salva da una secca preservando con essa la vita del Sultano ottomano. Per ricompensa, e per la astuzia e opportunismo politico in seguito ben dimostrate, il Cicala verrà infine nominato Gran visir e Serraschiere dal Sultano.